# Olulis lactigutta
Olulis lactigutta là một loài bướm đêm trong họ Noctuidae.